# Дроховичи
Дроховичи (укр. Дроховичі) — село в Ходоровской городской общине Стрыйского района Львовской области Украины.
Население по переписи 2001 года составляло 113 человек. Почтовый индекс — 81721. Телефонный код — 3239.